# Eliminativer Materialismus

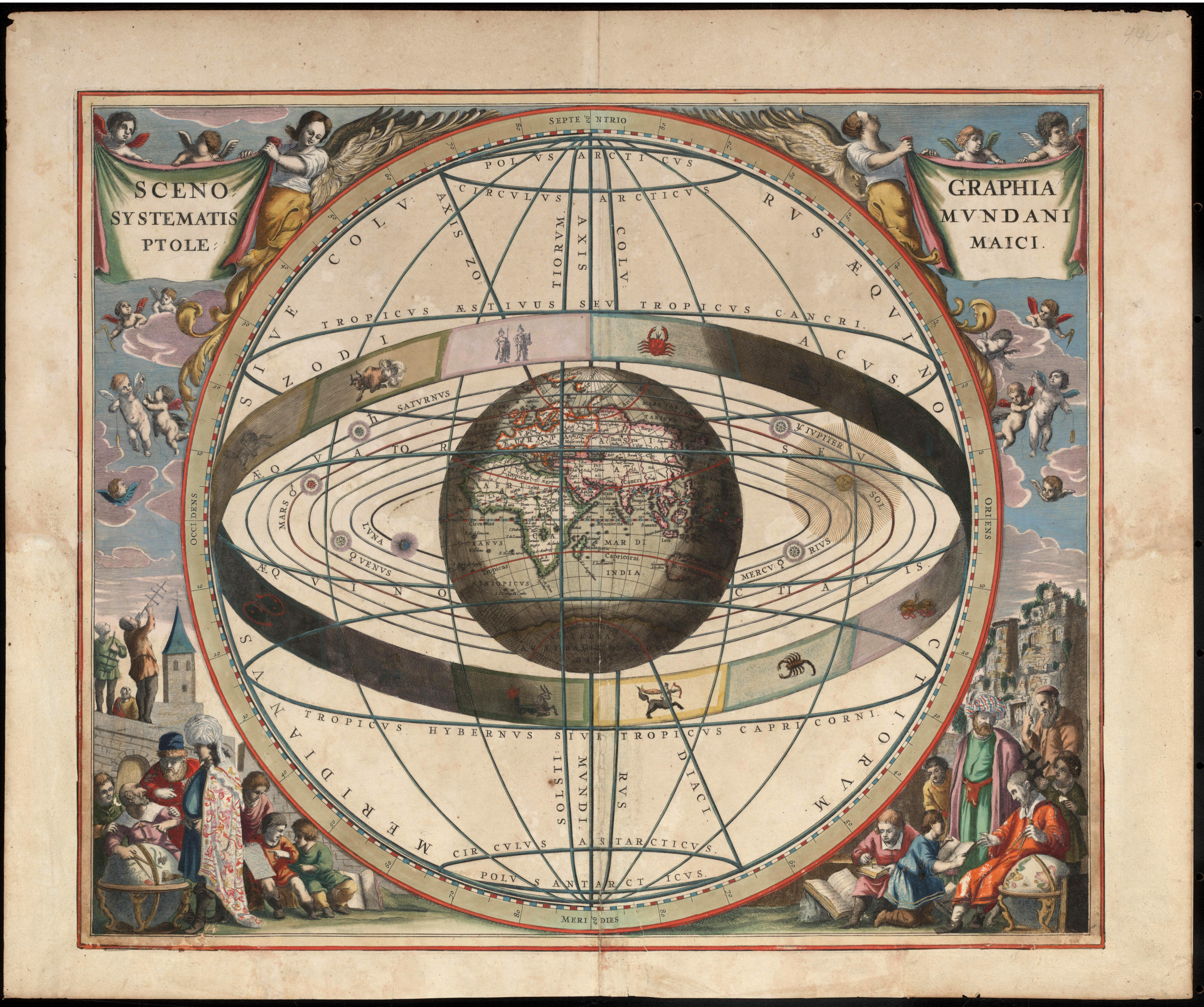
Eliminativisten argumentieren mit der folgenden Analogie: Der Glaube an mentale Zustände ist genauso eine falsche Theorie wie das geozentrische Weltbild und wird im Zuge der weiteren Wissenschaftsentwicklung genauso untergehen wie dieses.

Der eliminative Materialismus oder Eliminativismus ist eine Anschauung innerhalb der Philosophie des Geistes. Die zentrale These ist, dass alles Mentale (auf den Geist bezogene Substanzen, Eigenschaften, Zustände und Ereignisse) nicht existiert. Mentales wird auf eine Stufe mit beispielsweise dem Glauben an Hexen, Dämonen oder an das geozentrische Weltbild gestellt. Die Hintergrundannahme dessen ist, dass wir „nur deshalb an die Existenz mentaler Zustände [glauben], weil sie in der Alltagspsychologie eine entscheidende Rolle spielen.“ Die ältere Theorie der Alltagspsychologie, in welcher die Existenz mentaler Zustände von Bedeutung ist, soll durch eine bessere, z. B. die neuro- oder kognitionswissenschaftliche Theorie, ersetzt werden. Dabei werde sich die „Alltagspsychologie [...] nicht auf diese neue Theorie reduzieren lassen.“

## Die Entwicklung des eliminativen Materialismus
Der eliminative Materialismus wurde erstmals in den 1960er Jahren entwickelt und steht in scharfem Kontrast zu klassischen Positionen der Philosophie des Geistes. Selbst René Descartes, der eine Philosophie des methodischen Zweifels formulierte, hielt die Existenz der mentalen Innenwelt für gewiss. Lediglich C. D. Broad zog in seinem 1925 erschienenen Werk The Mind and its Place in Nature die Möglichkeit eines eliminativen Materialismus kurzzeitig in Betracht, verwarf sie jedoch als unplausibel.
Die Entwicklung des eliminativen Materialismus steht dabei in einem engen Zusammenhang mit der beginnenden wissenschaftshistorischen Betrachtung in der Wissenschaftstheorie, wie sie von Thomas S. Kuhn und Paul Feyerabend angestoßen wurde. Ein Ergebnis dieser neuen Perspektive war die Erkenntnis, dass sich der wissenschaftliche Fortschritt oft nicht, wie noch in den positivistischen Modellen angenommen, durch Reduktionen vollzieht. Die Wissenschaftsgeschichte zeigt, dass die alten Theorien oft nicht auf die neuen Theorien zurückführbar sind, was jedoch nicht bedeutet, dass sich widersprechende Theorien langfristig nebeneinander bestehen bleiben. Vielmehr werden die alten Theorien einfach ganz aufgegeben oder ihre Widerlegungen anerkannt. Beispiele sind die Aufgabe des geozentrischen Weltbildes, der Phlogiston-Theorie, des Vitalismus oder des Hexenglaubens. Die These der eliminativen Materialisten ist nun, dass sich die alltägliche Theorie von mentalen Zuständen in gleicher Weise als falsch erweisen werde. Sie sei von veralteten cartesianischen Vorurteilen geprägt und vollkommen unverträglich mit den neueren Erkenntnissen der Hirnforschung.
Frühe Formulierungen des eliminativen Materialismus stammen von Richard Rorty und Paul Feyerabend. Diese Ansätze blieben allerdings Außenseiterpositionen, die sich auf eher allgemeine Überlegungen zum Theorienwandel stützten. Diese Situation änderte sich in den 1980er Jahren durch die Arbeiten von Paul Churchland, Patricia Churchland und Stephen Stich. Diese drei Philosophen gründeten eliminative Ansätze auf neuro- und kognitionswissenschaftliche Ergebnisse.
Von manchen Kritikern wird der Eliminativismus als eine bedrohliche Theorie angesehen, die schreckliche Auswirkungen haben könne. Jerry Fodor etwa erklärt:
“if commonsense psychology were to collapse, that would be, beyond comparison, the greatest intellectual catastrophe in the history of our species [...]” Deutsch: „Wenn die Alltagspsychologie zusammenbrechen würde, so wäre dies bei Weitem die größte intellektuelle Katastrophe, die unsere Art erlebt hat.“
Im Gegensatz dazu halten Eliminativisten ihre These eher für begrüßenswert. Sie argumentieren, dass ein neurowissenschaftlich fundiertes Vokabular zu einem besseren Verständnis des Menschen und seiner Probleme führen werde. Sie sehen sich zudem durch die Erfahrung bestätigt, dass die inzwischen beträchtliche Anzahl von Personen mit neurologisch begründetem Welt- und Selbstbild nach außen hin ähnlich unauffällig erscheinen wie etwa nichtreligiöse Personen in einer traditionell religiösen Kulturgemeinschaft.

## Argumente für den eliminativen Materialismus

### Das Theorienargument

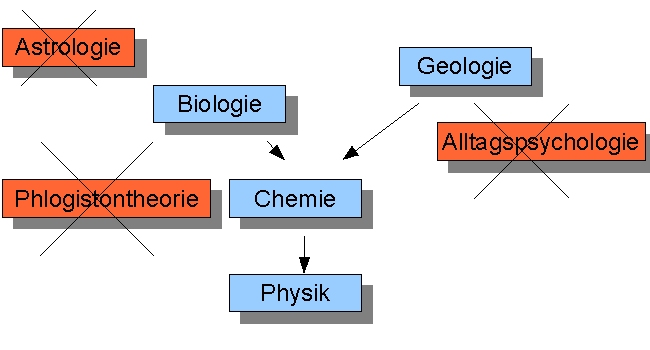
Schematische Übersicht: Einige Wissenschaften lassen sich reduzieren (blau). Die Theorien, die grundsätzlich irreduzibel sind, werden schließlich abgeschafft (rot).

Ausgangspunkt aller eliminativen Positionen ist die These, dass es sich bei der herkömmlichen Auffassung von mentalen Zuständen um eine Theorie handele, die – wie jede andere Theorie auch – grundsätzlich falsifizierbar sei. Diese Theorie wird in der Literatur allgemein folk psychology oder Alltagspsychologie genannt.
Insbesondere die Churchlands haben verschiedene Argumente entwickelt, die zeigen sollen, dass die Alltagspsychologie eine falsche Theorie und abschaffungsreif sei. So argumentieren sie, dass durch die Alltagspsychologie viele Phänomene nicht erklärbar seien, die von den modernen Neurowissenschaften untersucht und erklärt werden könnten. Beispiele seien Geisteskrankheiten, Lernprozesse oder Gedächtnisfähigkeiten. Zudem habe sich die Alltagspsychologie in den letzten 2500 Jahren nicht substantiell fortentwickelt und sei damit eine seit Jahrtausenden stagnierende Theorie. Schließlich hätten schon die alten Griechen eine Alltagspsychologie auf vergleichbarem Niveau gehabt. Demgegenüber seien die Neurowissenschaften ein sich rasant entwickelnder Wissenschaftskomplex, der schon jetzt viele kognitive Fähigkeiten erklären könne, zu denen die Alltagspsychologie keinen Zugang habe.
Im Grunde ist nach Ansicht der Churchlands die Alltagspsychologie sogar seit den ersten Wissenschaftsentwicklungen auf dem Rückzug: In den frühesten Gesellschaften versuchte man noch alle Naturphänomene mit der Zuschreibung von mentalen Zuständen zu erklären: Das Meer war zornig, die Sonne müde. Nach und nach wurden diese alltagspsychologischen Erklärungen durch leistungsfähigere, naturwissenschaftliche Beschreibungen ersetzt. Es gebe nun keinen Grund, vor unserem Gehirn Halt zu machen und nicht auch eine leistungsfähigere, naturwissenschaftliche Beschreibung kognitiver Fähigkeiten zu akzeptieren. Wenn wir eine solche Erklärung hätten, brauchten wir eine alltagspsychologische Erklärung des Verhaltens genauso wenig wie eine entsprechende Erklärung des Meeresverhaltens. Beides repräsentiere atavistisches Denken.
Eine Zusammenfassung von Paul Churchlands Argument gegen die Alltagspsychologie lautet folgendermaßen:
„(1) Es gibt eine Unzahl von Phänomenen, zu deren Erklärung die Alltagspsychologie nichts beiträgt.
(2) Die Alltagspsychologie ist eine stagnierende Wissenschaft, die seit 2500 Jahren keinen Schritt vorangekommen ist.
(3) Die Begriffe der Alltagspsychologie sind mit den Begriffen der grundlegenden Naturwissenschaften unvereinbar.“
Gegen das Theorienargument werden von Kritikern zwei Arten von Einwänden vorgebracht. Zum einen wird argumentiert, dass die Alltagspsychologie eine durchaus erfolgreiche Theorie sei. Zum anderen wird bezweifelt, dass sich das alltägliche Verständnis des Mentalen überhaupt als Theorie begreifen lasse. Jerry Fodor gehört zu den Philosophen, die nachdrücklich auf die Erfolge der Alltagspsychologie hingewiesen haben (Lit.: Fodor, 1987). Sie ermögliche in einer sehr effektiven Weise die Kommunikation im Alltag; Verabredungen, Planungen usw. könnten etwa mit wenigen Worten ausgeführt werden. Eine solche Effektivität könne mit einer komplexen neurowissenschaftlichen Terminologie nie erreicht werden. Ein anderes Argument der Churchlands lautete, dass die Alltagspsychologie Phänomene wie Geisteskrankheiten oder viele Gedächtnisprozesse nicht erklären könne. Diesem Argument wird von Kritikern entgegengesetzt, dass es gar nicht die Aufgabe der Alltagspsychologie sei, diese Phänomene zu erklären. Es sei daher eine Themenverwechslung, wenn man sie wegen dieser „Mängel“ anklage. 
Es gibt allerdings noch weitere Einwände gegen die Kritik an der Alltagspsychologie. Terence Horgan und James Woodward argumentieren beispielsweise, dass es „[i]n der Kognitionspsychologie […] umfangreiche und ausgearbeitete Theorien zu den Themen Wahrnehmung, Erinnerung und Lernen [gebe], in denen Begriffe vorkommen, die den alltagspsychologischen Begriffen des Überzeugtseins, Wünschens, Urteilens etc. zumindest sehr ähnlich seien.“ Diese Theorien sind zwar noch nicht einwandfrei, allerdings bedürfe „das Urteil, alle diese Theorien seien (wegen des von ihnen verwendeten Vokabulars) von vornherein zum Scheitern verurteilt, […] zumindest einer ausführlichen empirischen Begründung.“
Zudem entgegnen sie der zweiten These, dass sich die Alltagspsychologie in den letzten 2500 Jahren nicht weiterentwickelt habe, dass sich diese sehr wohl weiterentwickelt habe: „Immerhin habe man vor noch nicht allzu langer Zeit menschliches Verhalten häufig allein auf den Einfluss bestimmter unveränderlicher Charakterzüge zurückgeführt; heute dagegen neige man vielmehr dazu, Umwelteinflüsse und insbesondere Faktoren der Erziehung mit in Rechnung zu stellen.“ Außerdem würde auch die wissenschaftliche Psychologie die Alltagspsychologie beeinflussen, „was z. B. die Neigung belege, unbewusste Wünsche und Überzeugungen viel stärker zu berücksichtigen.“ Zudem muss man durch die Vernetzung von wissenschaftlicher Psychologie und Alltagspsychologie die wissenschaftliche in die Behauptung, dass sich die Alltagspsychologie in den letzten 2500 Jahren nicht weiterentwickelt habe, miteinbeziehen; „[u]nd dass etwa die Kognitionspsychologie seit mehr als 2000 Jahren keinen Schritt vorangekommen sei, könne ja wohl niemand im Ernst behaupten.“
Mit der letzten Hintergrundannahme, „es bestünde kaum Aussicht, dass sich die Alltagspsychologie etwa auf die sich entwickelnde Neurobiologie reduzieren lasse, habe Churchland Horgan und Woodward zufolge wohl am ehesten Recht.“ Jedoch würde daraus nicht zwangsläufig folgen, dass man der Alltagspsychologie entsagen müsse, da man auch die Alltagspsychologie mit Naturwissenschaften, die sich mit dem Menschen beschäftigen, vereinbaren könne: „Horgan und Woodward verweisen in diesem Zusammenhang auf Davidsons Theorie der Token-Identität[,] [a]ber man könnte hier wohl noch eher Fodors Überlegungen zum Status der Einzelwissenschaften anführen.“ Man könne nicht davon ausgehen, „dass die Alltagspsychologie als Einzelwissenschaft auf eine grundlegende Wissenschaft wie die Neurobiologie reduziert werden kann.“ Sie behaupten sogar das Gegenteil: „[W]as man erwarten darf, ist nur, dass jedes einzelne mentale Ereignis und jeder einzelne mentale Zustand neurobiologisch realisiert ist. Und dass dies nicht der Fall ist, das folgt auf jeden Fall nicht allein aus der Tatsache, dass die Alltagspsychologie nicht auf die Neurobiologie reduziert werden kann.“

## Was wäre, wenn der eliminative Materialismus wahr wäre?
Wenn der Eliminative Materialismus wahr wäre, hätte das drastische Folgen, die von Lynne Rudder Baker in ihrer Dramatik ausführlich geschildert werden. Sie greift dazu vier Bereiche des menschlichen Seins auf: der soziale Umgang mit Menschen, die Praktik des Lobens und Tadelns bzw. des Bestrafens/Verurteilens, die Auswirkungen auf unser Sprachverhalten und die auf die Psychologie und Sozialwissenschaften.
Der auf intentionalen Erklärungen und Voraussagen beruhende soziale Umgang mit Menschen würde nach Baker sehr unverständlich werden. Beispielsweise bei Verabredungen, bei denen eine Person sagt, dass sie zum Zeitpunkt x am Ort a sein wird, ist nicht klar, wie man sich sicher sein soll, dass diese Person auch tatsächlich zu dem Zeitpunkt dort erscheint. Grund dafür ist, dass Überzeugungen und Absichten ebenfalls mental sind und nach dem Eliminativen Materialismus nicht existieren. Daher lässt sich nicht daraus schließen, ob die Person tatsächlich erscheinen wird. Zudem würden Erwartungen gänzlich wegfallen, da auch diese mental sind und es sie nach dem Eliminativen Materialismus nicht geben würde. Es hätte selbstverständlich den Vorteil, dass man nicht mehr enttäuscht werden würde, wenn Erwartungen nicht erfüllt werden; ob dieser Vorteil die Nachteile allerdings ausgleicht, ist unklar. Zudem gäbe es keinen Unterschied mehr zwischen unabsichtlichen und absichtlichen Handlungsweisen, was im menschlichen Miteinander aber oft von großer Bedeutung zur Einordnung von gewissen Vorkommen ist.
Unsere gängige Praxis, Menschen zu loben oder zu tadeln bzw. gar zu verurteilen und zu bestrafen, würde ebenfalls drastisch verändert werden, wenn der Eliminative Materialismus wahr wäre. Denn „[w]enn es keine Überzeugungen und Absichten gäbe, wären Begriffe wie ‚Notwehr‘ und ‚niedrige Motive‘ sinnlos. Jeder moralische und juristische Unterschied, bei dem es nicht nur auf die Tat, sondern auch auf die Absichten und Motive des Täters ankommt, wäre hinfällig.“ Dazu würde man nicht mehr zwischen einer absichtlichen Lüge und einer unwissentlich falschen Aussage unterscheiden können. Daraus resultiert, dass der Umgang mit Straftäter erschwert bzw. sogar ganz hinfällig werden würde. Dazu kommt, dass es keine Interessen mehr gäbe: „Einen Wert kann etwas nur bezüglich der Präferenzen einer Person haben, und auch Präferenzen würde es nicht mehr geben, wenn der Eliminative Materalismus wahr wäre. Positiv daran wäre höchstens, dass wir in diesem Fall auch nichts mehr bedauern würden.“
Auch unser Sprachverhalten würde sich verändern; das Resultat wäre, dass es gänzlich rätselhaft werden würde. Es würden dann nämlich folgende Fragen aufkommen: „Warum sagen wir, was wir sagen, wenn wir damit nicht unsere Überzeugungen ausdrücken? Und warum erklären wir unser Verhalten so, wie wir es tun?“ Wenn keine Überzeugungen existieren würden, dann würde auch niemand davon ausgehen, dass andere Menschen Überzeugungen haben könnten. Dazu kommt, dass auch „[a]lle Äußerungen, die sich auf Prozesse des Überlegens und Entscheidens beziehen, […] falsch [wären].“ Da Nachdenken und Überlegen intentionale Zustände sind und es diese nach dem Eliminativen Materialismus nicht gibt, könnten wir auch nicht aus diesen heraus handeln. Dadurch könnten wir auch nicht mehr unser Handeln begründen, da es auch keine Absichten mehr geben würde, woraufhin jegliche Begründung von Verhalten falsch wäre.
Auch Psychologie und Sozialwissenschaften würden davon beeinflusst werden, wenn der Eliminative Materialismus wahr wäre. Es gilt vor allem für den Bereich der angewandten Psychologie wie beispielsweise die Marktforschung oder Psychotherapie, aber auch für den Bereich der Sozial- und Wirtschaftswissenschaften, dass die Prämissen, auf denen diese Wissenschaften basieren, alle falsch wären: „Denn welchen Sinn sollten Modelle haben, die auf der Annahme vollständiger Information beruhen, die voraussetzen, dass Personen eine bestimmte Präferenzstruktur haben, oder die das Handeln von Menschen in sozialen Gruppen unter anderem auf die Erwartungen zurückführen, die andere Gruppenmitglieder an sie haben, wenn es Präferenzen/Zustände des Informiertseins und Erwartungen gar nicht gibt?“ Zudem könnte der Unterschied zwischen Körperbewegungen und Handlungen nicht mehr erklärt werden, denn dazu muss auf intentionale Zustände zurückgegriffen werden, die es aber nicht geben würde, wenn der Eliminative Materialismus wahr wäre. Daher würden sogar die Explananda dieser Wissenschaften gefährdet werden.
Baker nach wäre aufgrund dieser Liste der Eliminative Materialismus „kognitiver Selbstmord“. Anhänger des Eliminativen Materalismus müssten, falls sie diese Konsequenzen nicht akzeptieren würden, definitiv logische bzw. glaubhafte Alternativmöglichkeiten bereitstellen, wie beispielsweise die Begründung des „Unterschied[es] zwischen Lügen und dem einfachen Sagen der Unwahrheit oder […] zwischen absichtlichem und zufälligen Töten auf eine Weise […], die erstens ohne Bezug auf intentionale Zustände auskommt und die zweitens unseren Intuitionen jedenfalls weitgehend gerecht wird.“ Dies stellt allerdings aus heutiger Sicht eine schwer stemmbare Aufgabe dar. 

## Argumente gegen den eliminativen Materialismus

### Intuitive Vorbehalte
Die These des eliminativen Materialismus scheint vielen Kritikern so offensichtlich falsch zu sein, dass sich jede weitere Argumentation erübrige. Man müsse sich nur ehrlich selbst befragen, um zu wissen, dass man mentale Zustände habe. Eliminative Materialisten wenden gegen eine solche Ablehnung ihrer Position ein, dass Intuitionen sehr oft zu ganz falschen Bildern der Wirklichkeit geführt haben. Auch hier bieten sich wieder Analogien aus der Wissenschaftsgeschichte an: Es mag offensichtlich erscheinen, dass sich die Sonne um die Erde dreht, doch bei all ihrer scheinbaren Offensichtlichkeit hat sich diese Vorstellung dennoch als falsch erwiesen. Analog: Es mag offensichtlich erscheinen, dass es neben dem neuronalen Geschehen auch noch mentale Zustände gibt, und dennoch könnte sich dies als falsch erweisen.

### Der Inkohärenzeinwand
Manche Kritiker beschränken sich darauf zu argumentieren, dass der eliminative Materialismus eine unplausible Position sei. Andere behaupten hingegen, dass er in einen performativen Widerspruch führe, da er letztlich das voraussetzen müsse, was er bestreiten will: Wenn der Eliminativist sagt, dass es keine mentalen Zustände gibt, dann müsse er voraussetzen, dass seine Worte Bedeutung haben, begründet und wahr sind. Nun seien die Begriffe „Bedeutung“, „Grund“ und „Wahrheit“ aber nur unter Bezug auf intentionale, mentale Zustände verständlich. Wenn es in der Welt keine Überzeugungen, sondern nur neuronales Geschehen gäbe, so gäbe es auch keine bedeutungsvollen Zustände, die wahr oder begründet seien. Da der Eliminativist seiner These allerdings Bedeutung zuspricht und sie für wahr und begründet hält, setze er implizit das voraus, was er eigentlich bestreite – mentale Zustände.
Ein Eliminativist mag – wenn er eine der Prämissen als Einwand akzeptiert – so reagieren, indem er anführt, dass sich Bedeutungen, Gründe und Wahrheit auch ohne mentale Zustände erklären ließen, da bedeutungsvolle Zustände auch in der Sprache von Maschinen vorkommen würden, ohne dass ihnen mentale Zustände zugeschrieben würde. Nur haben Maschinen keine natürlichen Sprachen, sondern diese werden ihnen von mentalen Wesen angeglichen. Man müsse auch beachten, dass in diesen Sprachen viele Worte nicht sinngemäß verwendet würden. Denn das Gegenteil von wahr sei unwahr, während das Gegenteil des Wortes falsch das Wort richtig sei. Dennoch würden bis heute in allen Programmiersprachen die Worte „wahr“ und „falsch“ als Gegensätze verwendet werden. Zudem seien beide gemeinten Zustände in der Maschine wahr im Sinne von existent, während die gemeinten Aussagen dieser Zustände eher als erwartet und Ausnahme – also dem Ziel eines mentalen Wesens gemäß oder ungemäß – zu deuten seien. Hier zeige sich das grundsätzliche Problem der Eliminativisten: Ihre Beispiele zögen sie heran, ohne die Vergleichbarkeit zu prüfen.

### Qualia
Als weiteres Problem für den eliminativen Materialismus wird angeführt, dass Menschen erlebende Wesen seien, also Qualia hätten. Da Qualia allgemein als Eigenschaften von mentalen Zuständen angesehen werden, scheint ihre Existenz nicht mit dem Eliminativismus vereinbar zu sein. Tatsächlich lehnen eliminative Materialisten daher auch Qualia ab. Viele Philosophen halten dagegen einen Qualiaeliminativismus für unplausibel, wenn nicht gar unverständlich.
Die klassische Formulierung des Qualiaeliminativismus kommt von Daniel Dennett (Lit.: Dennett 1988). Dennett gibt zu, dass die Existenz von Qualia offensichtlich scheint. Dennoch behauptet er, dass „Qualia“ ein theoretischer Begriff sei, der sich aus einer veralteten Metaphysik bzw. cartesianischen Intuitionen speise. Eine präzise Analyse zeige, dass der Begriff in sich voller Widersprüche und letztlich gehaltlos sei. Dennetts Argumentation wird meist entgegengehalten, dass es zwar wahrscheinlich sei, dass man falsche Überzeugungen in Bezug auf Qualia habe, doch dass dies nicht beweise, dass es Qualia gar nicht gebe.

## Auswirkungen auf die Psychologie
Laut dem eliminativen Materialismus kommen wir bei der Erklärung und der Therapie von psychischen Fehlfunktionen wesentlich weiter, wenn wir nach anatomischen Defekten oder Anomalien im Gehirn, nach funktionellen Störungen der Physiologie, nach biochemischen Veränderungen des Hirnstoffwechsels und nach genetischen Schädigungen oder Störungen der Gehirnentwicklung suchen.
Darin zeigt sich die Verwechslung des Symptoms einer Fehlfunktion mit ihren mitunter sozialen oder kulturellen Ursachen, auf die von holistischen Kritikern des eliminativen Materialismus hingewiesen wird. So wird entgegengehalten, dass die angebotenen homöostatischen Therapiemöglichkeiten einer erlebnisorientierten Therapie unterliegen.

### Eliminativistische Literatur
- Paul M. Churchland: Eliminative Materialism and the Propositional Attitudes. In: Journal of Philosophy. Band 78, Nr. 2, Februar 1981, S. 67–90, doi:10.2307/2025900, JSTOR:2025900 (Zur Elimination von intentionalen Zuständen).
- Patricia Churchland: Neurophilosophy. Toward a Unified Science of the Mind/Brain. MIT Press, Cambridge/MA 1986, ISBN 0-262-53085-6 (Ausführliche Darstellung des Eliminativismus)
- Daniel Dennett: Quining Qualia. In: Anthony J. Marcel, Edoardo Bisiach: Consciousness in Contemporary Science. Oxford University Press, Oxford 1988, ISBN 0-19-852168-5; 1992, ISBN 0-19-852237-1, S. 42–77 (Klassische Formulierung des Qualiaeliminativismus)
- Paul Feyerabend: Mental Events and the Brain. In: Journal of Philosophy. Band 60, Nr. 11, 23. Mai 1963, S. 295–296, doi:10.2307/2023030, JSTOR:2023030 (Frühe Formulierung des Eliminativismus).
- Richard Rorty: Mind-Body Identity, Privacy and Categories. In: Review of Metaphysics. Band 19, Nr. 1, September 1965, S. 24–54, JSTOR:20124096 (Frühe Formulierung des Eliminativismus).

### Eliminativismuskritische Literatur
- C. D. Broad: The Mind and its Place in Nature Routledge & Kegan, London 1925, ISBN 0-415-22552-3 (Broad zog erstmals den Eliminativismus in Betracht, verwarf ihn jedoch.)
- Jerry Fodor: Psychosemantics: The Problem of Meaning in the Philosophy of Mind, MIT Press, 1987, ISBN 0-262-56052-6 (Betonung der Erfolge der Alltagspsychologie)
- Hilary Putnam: Representation and reality. MIT Press, 1988, ISBN 0-262-66074-1 (Eliminativismus unplausibel, da er Wahrheit abschaffen müsste)
  - dt. Ausgabe: Repräsentation und Realität. Suhrkamp, Frankfurt am Main 1991, ISBN 3-518-58090-6.